# Hōjicha

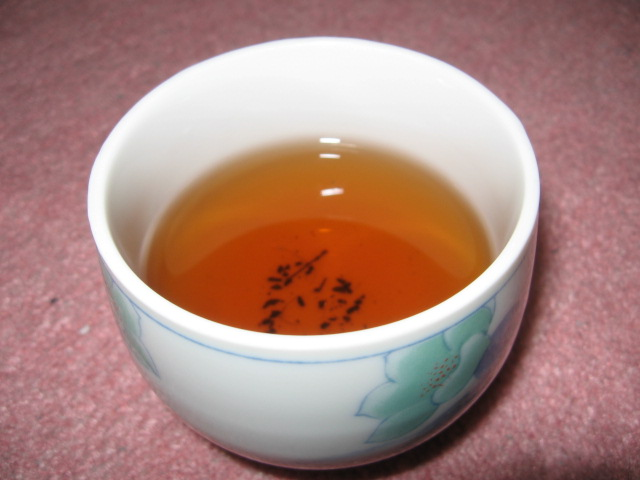
Một chén hōjicha

Hōjicha (ほうじ茶) là một loại trà xanh Nhật Bản. Nó đặc biệt với các loại trà xanh khác của Nhật vì nó được sấy trong một loại nồi bằng sứ trên than củi, trong khi hầu hết các loại trà Nhật Bản được hấp. Lá trà được sấy ở nhiệt độ cao,  làm thay đổi màu sắc của lá từ xanh lá cây sang nâu đỏ. Quá trình này lần đầu tiên được thực hiện ở Kyoto, Nhật Bản trong thập niên 1920 và sự nổi tiếng của nó vẫn tồn tại tới ngày nay.

## Mô tả
Hōjicha thường được làm từ bancha (番茶, "trà thông thường"), loại trà được thu hoạch vào vụ cuối của mùa trồng trà; tuy nhiên cũng tồn tại một số biến thể khác của Hōjicha, bao gồm một loại được làm từ sencha, và kukicha, loại trà được làm từ các cành cây cho lá trà chứ không phải lá trà.
Nước trà hōjicha có màu từ nhạt đến nâu đỏ và có ít chất làm se hơn, do mất các chất catechin trong quá trình sấy nhiệt độ cao. Các hương vị trà được sao sấy là hương vị chiếm ưu thế của loại trà này: hương vị sao sấy thay thế các tông thực vật của các loại trà xanh khác của Nhật Bản với một hương vị thơm ngon, hơi có vị đường hoá. Quá trình sao sấy được áp dụng cho Hōjicha cũng làm giảm lượng caffeine trong trà. Bởi sự nhẹ nhàng, Hōjicha là một loại trà phổ biến để phục vụ trong bữa ăn tối hoặc sau và trước khi đi ngủ, và thậm chí còn là thức uống ưa thích của trẻ em và người cao tuổi.
Khác với suy nghĩ của nhiều người, hōjicha khá phổ biến trong ẩm thực kiểu Nhật kaiseki, một số nhà khách ở Kyoto sẽ phục vụ loại trà này trong các bữa tiệc kaiseki.